# Spettri all'arrembaggio
Spettri all'arrembaggio (Ghosts on the Loose) è un film statunitense del 1943 diretto da William Beaudine.